# Ramón Suárez del Valle
Ramón Suárez del Valle, més conegut com a Monchu és un exfutbolista i entrenador asturià, nascut a Lluanco el 25 de novembre de 1968.

## Trajectòria
Monchu es va formar a les categories inferiors de l'Sporting de Gijón. Cedit a la UP Langreo, el seu bon joc van fer que l'equip tècnic gijonés el recuperaren. A la 88/89 debuta en primera divisió i en competició europea. En la lliga va fer un bon paper: 2 gols en 9 partits, la majoria sortint de suplent.
Però no va tenir continuïtat i va ser cedit de nou a equips de Segona B, primer a l'Avilés Industrial i després al Recreativo de Huelva. L'estiu de 1991 retorna a l'Sporting i qualla una gran temporada, marcant 11 gols en 31 partits. Això fa que equips més grans s'interessen per ell, i finalment, fitxa pel Sevilla FC a l'inici de la 92/93.
A la capital andalusa, Monchu juga quatre anys. En l'etapa sevillista hi juga 109 partits (73 titular) i marca 21 gols, però queda a l'ombra de la dupla Suker-Moya. Després hi recalaria en el RCD Mallorca, amb qui va pujar a primera divisió, però el seu rendiment va davallar considerablement, en part per les lesions.
L'estiu de 1998 retorna a l'Sporting de Gijón, en aquella època per la categoria d'argent. Després d'una primera temporada en què semblava recuperat, a partir de la 1999/00 va tornar a caure de les convocatòries a causa de les lesions, fins al punt d'haver de penjar les botes al final de la 2000/01.
Després de la seua retirada ha seguit vinculat al món del futbol. Ha exercit d'entrenador de les categories inferiors de la Federació asturiana i de l'Sporting de Gijón. Aquesta darrera ocupació la va deixar en aconseguir plaça a l'Escola de l'Esport d'Avilés.